# 内质网
內质网（英語：Endoplasmic reticulum, ER）是在真核生物细胞中由膜围成的隧道系统，为细胞中的重要细胞器。实际上內质网是膜被摺疊成一個扁囊或細管狀構造，可分為粗糙內質網（Rough Endoplasmic Reticulum, RER）和光滑內質網（Smooth Endoplasmic Reticulum, SER）两种。
內质网联系了细胞核、细胞质和细胞膜这几大细胞構造。（它內與細胞核（核膜外膜）相連），但外部並不與細胞膜連接。內质网负责物质从细胞核到细胞质、细胞膜以及细胞外的转运过程。因為細胞內質網膜與細胞核外膜是相連的，因此內質網空腔與核周腔（perinuclear space）是共通，且細胞可以靠內質網的膜來快速調節細胞核的大小。粗糙內质网上附着有大量核糖体，合成膜蛋白和分泌蛋白。光面內质网上无核糖体，为细胞內外醣类和脂类的合成和转运场所。
这一结构由基思·R·波特、阿尔伯特·克劳德和Ernest F. Fullam在1945年时首先发现。

## 结构

1 细胞核
2 核孔
3 粗面內质网
4 光面內质网
5 粗面內质网上的核糖体
6 被转运的蛋白质
7 囊泡
8 高尔基体
9 高尔基体顺面
10 高尔基体反面
11 高尔基体囊泡

內质网的大体结构是由细胞骨架支撑的囊结构。它的內层与核膜相连，由磷脂双分子层形成一个独立于细胞质基质封闭的空间。

### 粗面内质网
在病理状态下，粗面內质网或糙面內質網（rough endoplasmic reticulum）可发生量和形态的改变。在蛋白质合成及分泌活性高的细胞（如浆细胞、胰腺腺泡细胞、肝细胞等）以及细胞再生和病毒感染时，粗面內质网增多。粗面內质网的含量高低也常反映肿瘤细胞的分化程度。相反，在萎缩的细胞（如饥饿时）以及有某种物质贮积的细胞，其粗面內质网则萎缩、减少。当细胞受损时，粗面內质网上的核糖体往往脱落于胞浆內，粗面內质网的蛋白合成会下降或消失；当损伤恢复时，其蛋白合成也随之恢复。在由各种原因引起的细胞变性和坏死过程中，粗面內质网的扁囊一般出现扩张，较轻的和局限性的扩张只有在电子显微镜下才能窥见，重度扩张时则在光学显微镜下可表现为空泡形成，电子显微镜下有时可见其中含有中等电子密度的絮状物。在较强的扩张时，粗面內质网同时互相离散，膜上的颗粒呈不同程度的脱失。进而內质网本身可断裂成大小不等的片段和大小泡。这些改变大多见于细胞水肿时，故病变不仅见于內质网，也同时累及高尔基体、线粒体和细胞质基质，有时甚至还累及溶酶体。

### 光面内质网
光面內质网或滑面內质网（Smooth ER，缩写：SER）的功能多种多样，既参与糖原的合成，又能合成磷脂、糖脂以及糖蛋白中的糖成分，此外，还在甾类化合物的合成中起重要的作用，故在合成甾类激素的细胞中特别丰富。光面內质网含有脱甲基酶、脱羧酶、脱氨酶、葡糖醛酸酶以及混合功能氧化酶等，因而光面內质网能分解甾体、能灭活药物和毒物并使其能被排除（如肝细胞）。肠上皮细胞的光面內质网参与脂肪的运输，心肌细胞的光面內质网（肌浆网）则参与心肌的刺激传导。在生理状态下，随着细胞功能的升降，光面內质网的数量也呈现相应改变。但亦可出现完全相反的情况，例如在某些疾病（如淤胆）时，从形态结构上看，肝细胞光面內质网显著增生，但其混合功能氧化酶的活性反而下降，这实际上是细胞衰竭的表现。肝细胞的光面內质网具有生物转化作用（biotransformation），能对一些低分子物质如药物、毒品、毒物等，进行转化解毒，并将间接胆红素转化为直接胆红素。许多成瘾药物和嗜好品如巴比妥类药物、毒品、酒等，可导致肝细胞光面內质网的增生，长期服用口服避孕药、安眠药、抗糖尿病药等也能导致同样后果。在乙肝表面抗原阳性（乙型肝炎）时，肝细胞內光面內质网明显增生，在其管道內形成乙肝表面抗原。由于光面內质网的大量增生，这种肝细胞在光学显微镜下呈毛玻璃外观，故有毛玻璃细胞之称，并可为地衣红（orcein）著染。在细胞损伤时光面內质网也可出现小管裂解为小泡或扩大为大泡状。在药物及某些芳香族化合物（主为致癌剂）的影响下，光面內质网有时可在胞浆內形成葱皮样层状结构，即“副核”，可为细胞的适应性反应（结构较松）或为变性性改变（结构致密）。可在肝臟細胞協助解毒，在肌肉細胞貯存钙离子。

#### 肌质网
肌质网（Sarcoplasmic Reticulum 缩写SR）是平滑肌和横纹肌细胞中的一种特化的光面内质网，內部储存了大量的钙离子，和肌肉之收縮有關，見肌小節。

## 功能
内质网具有许多一般功能，包括在称为潴泡的囊中折叠蛋白质分子，以及将合成的蛋白质在囊泡中运输到高尔基体。粗面内质网也参与蛋白质合成。新合成蛋白质的正确折叠是由几种内质网分子伴侣蛋白实现的，包括蛋白质二硫键异构酶 (PDI)、ERp29、Hsp70家族成 BiP/Grp78、钙联结蛋白、钙网蛋白和肽酰脯氨酰异构酶家族。只有正确折叠的蛋白质才能从粗面内质网运输到高尔基体 - 未折叠的蛋白质会引起未折疊蛋白反應，作为内质网中的应激反应。氧化还原反应调节、钙调节、葡萄糖缺乏和病毒感染或蛋白质过度表达可导致内质网应激反应（ER应激），这是一种蛋白质折叠减慢的状态，导致未折叠蛋白质增加。这种应激正在成为缺氧/缺血、胰岛素抵抗和其他疾病的潜在损伤原因。

## 外部連結
- Lipid and protein composition of Endoplasmic reticulum （页面存档备份，存于） in OPM database
- Animations of the various cell functions referenced here （页面存档备份，存于）